# Анексія Курляндії та Семигалії
Ане́ксія Курля́ндії та Семига́лії — приєднання герцогства Курляндії та Семигалії разом із Пільтенським повітом до Російської імперії в 1795 році. Відбулося в ході третього поділу Речі Посполитої між Пруссією, Австрією та Росією, внаслідок якого Західна Волинь, Західна Білорусь, Литва і Курляндія відійшли росіянам. Анексія відбулася на основі прохання Курлянського ландтагу (парламенту), найвищого органу влади в герцогстві, про приєднання до Російської імперії. 15 (26) квітня 1795 року російська імператриця Катерина II видала Маніфест про приєднання Курляндії «навічно» до Росії. Останнього герцога Петера фон Бірона, який перебував у Санкт-Петербурзі, змусили зректися трону. Російська влада перетворила герцогство на Курляндське намісництво, а згодом — на губернію. Анексія Курляндії стала успішним завершенням 237-літньої боротьби московитів за Східну Балтику, яка почалася з Лівонської війни.

## Історія

### Передісторія
Герцогство Курляндії і Семигалії виникло у XVI ст. внаслідок московської агресії в Лівонії. Курляндія, уламок Лівонської конфедерації, стала під захист Литви, а згодом — Речі Посполитої. До середини XVII ст. Московія лишалася потенційним противником курляндців, проте згодом її замінила Швеція, яка прагнула гегемонії на Балтиці і спустошила герцогство у війні 1659—1660 років. Наприкінці XVII ст. потужним опонентом шведів у регіоні стали московити, тому Курляндія ступила на шлях угод із ними як із меншим злом.
1697 року курляднський герцог Фрідріх-Казимир Кеттлер приймав у Мітаві московського царя Петра І, який інкогніто їхав до Європи. Обидва домовилися про міждинастичний шлюб, що мав скріпити курляндсько-московський союз у Великій Північній війні проти Швеції.
1710 року Фрідріх-Вільгельм Кеттлер, син покійного Фрідріха-Казимира, одружився у Петербурзі із царівною Анною, небогою Петра І. Проте коли подружжя вирушило до Курляндії, молодий герцог раптово помер по дорозі. Овдовіла герцогиня Анна залишилася в Мітаві із московськими військами. Від 1711 року Курляндія-Семигалія опинилася під російським контролем без єдиного пострілу. Анна де-факто правила Курляндією аж до 1730 року, після чого зайняла російський імператорський престол.
1758 року курляндці обрали новим герцогом саксонського принца Карла-Християна, сподіваючись на союз Курляндії, Саксонії і Речі Посполитої проти Росії. Проте сама Курляндія перебувала у російській борговій кабалі, а польсько-саксонські сили не могли чинити опору російській армії.

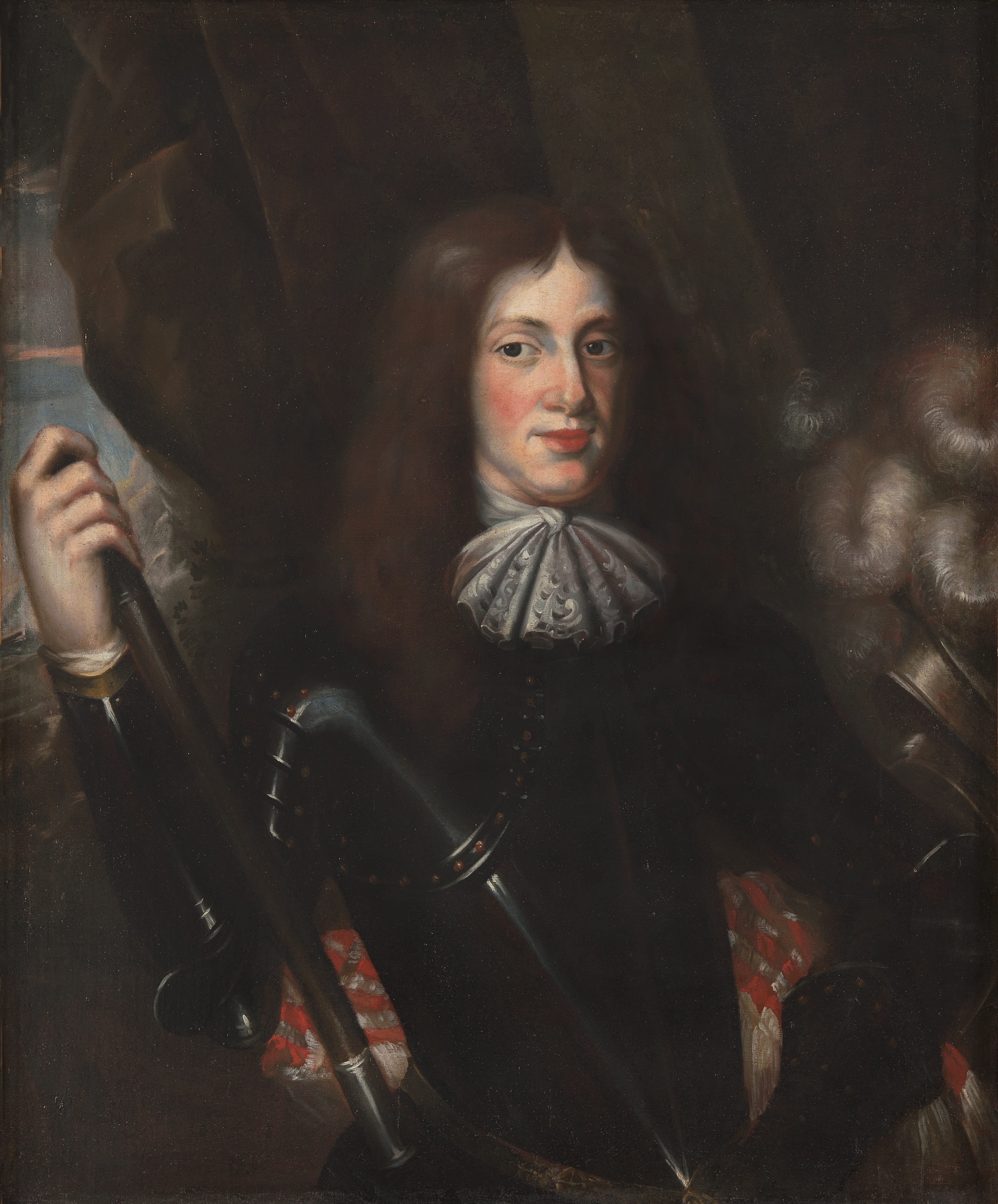
Фрідріх-Казимир
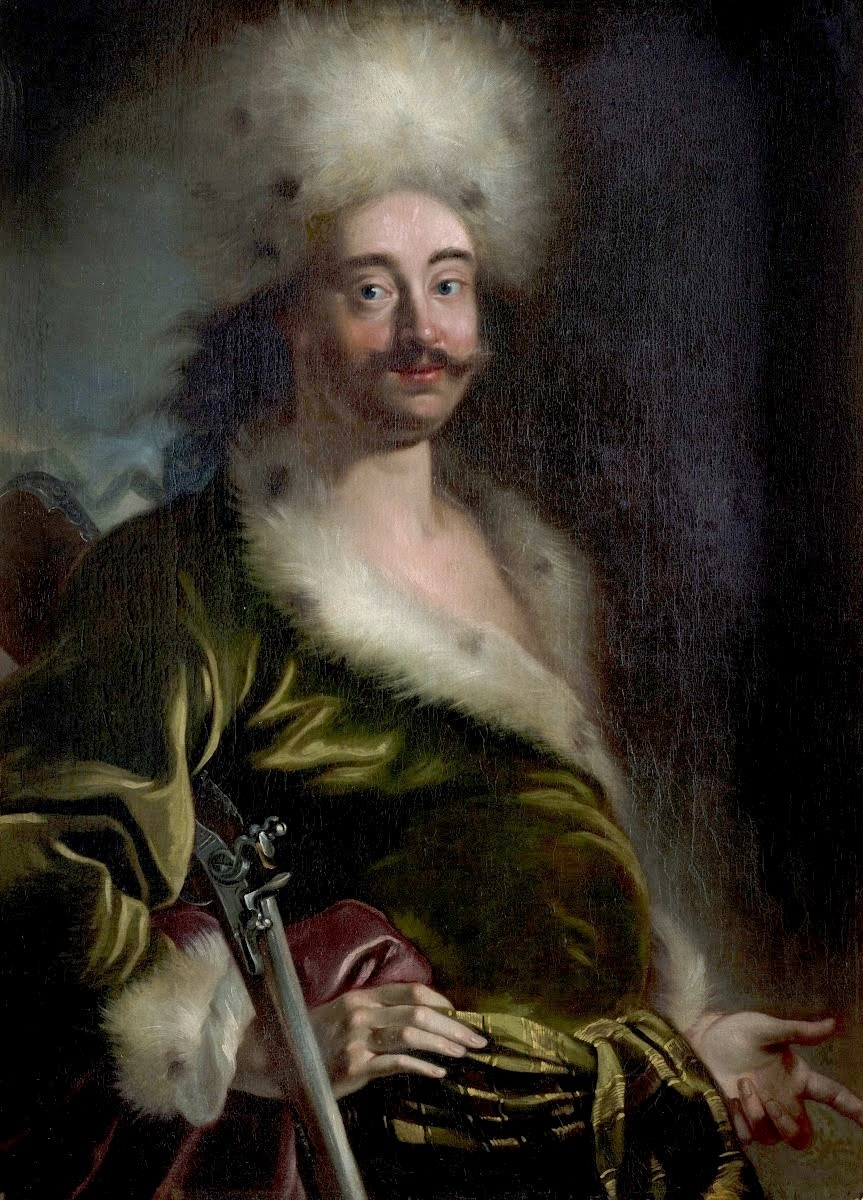
Петро І
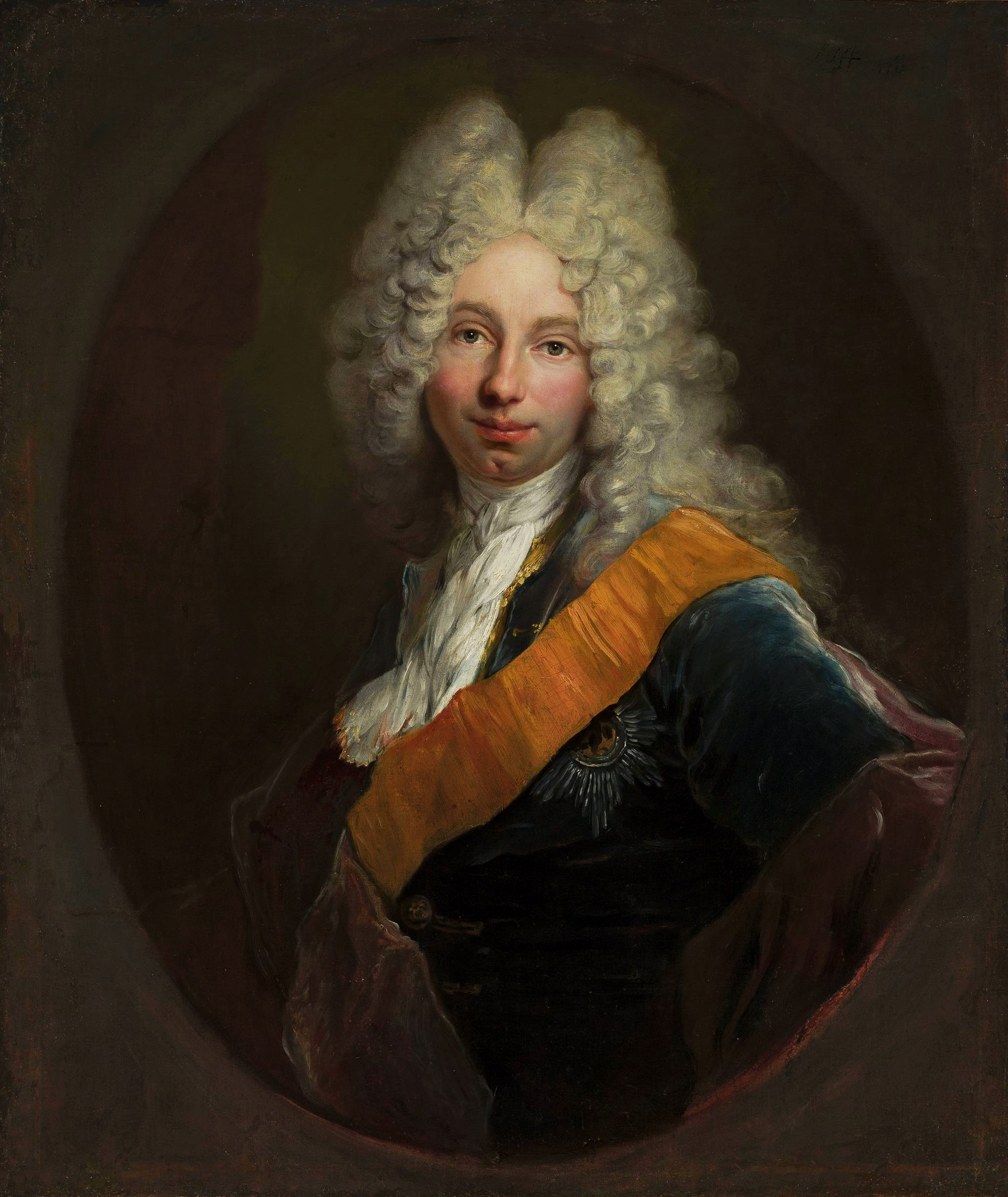
Фрідріх-Вільгельм

### Підготовка
Задовго до російської анексії у 1770—1780-х роках у Курляндії-Семигалії почалася агітація на користь прилучення до Росії. Провідником російської партії в Мітаві, столиці герцогства, став мітавський обер-бургграф, барон Отто-Герман фон дер Говен, член місцевої масонської ложі, москвофіл.
Свого часу він був виразником антиросійських сил, зокрема, 1770 року виступав проти нового герцога Петера фон Бірона, намагаючись разом із однодумцями поставити на трон саксонського принца Карла-Християна. Всупереч цьому росіяни змогли утвердити Петра на престолі, а його опонента-барона ув'язнили на 4 роки у Ризькому замку. Після звільнення Говен став працювати на приєднання Курляндії до Росії, залишаючись в опозиції до самого герцога. Склалася парадоксальна ситуація, в якій Петер фон Бірон, поставлений Росією на герцогство, мусив боротися проти проросійської партії Говена, захищаючи рештки самостійності Курляндії. Герцога підтримували старші радники Ернст-Йоганн фон Таубе і Карл-Фердинанд фон Оргіс-Рутенберг
Весною 1783 року Говен разом із представниками герцога увійшов до складу курляндсько-російської комісії з визначення кордону і владнання торговельних питань. Результатом цієї роботи стала травнева курляндсько-російська конвенція, яка надавала права вільної торгівлі російському бізнесу в Курляндії.
Офіційний Сант-Петербург вдавав, що не поспішає з поглинанням Курляндії, але в червні 1792 року російська імператриця Катерина II, натякала, що підтримає будь-яку постанову, яку прийме Курляндський ландтаг.
Прийняття такої постанови утруднював тривалий конфлікт курляндського герцога Петра із місцевою знаттю. 1793 року обидві сторони уклали компромісний «Акт згоди між Його ясновельможністю герцогом і шляхетним лицарством і земством», але примирення було формальним, позаяк домовленості сильно обмежували владу Петра.

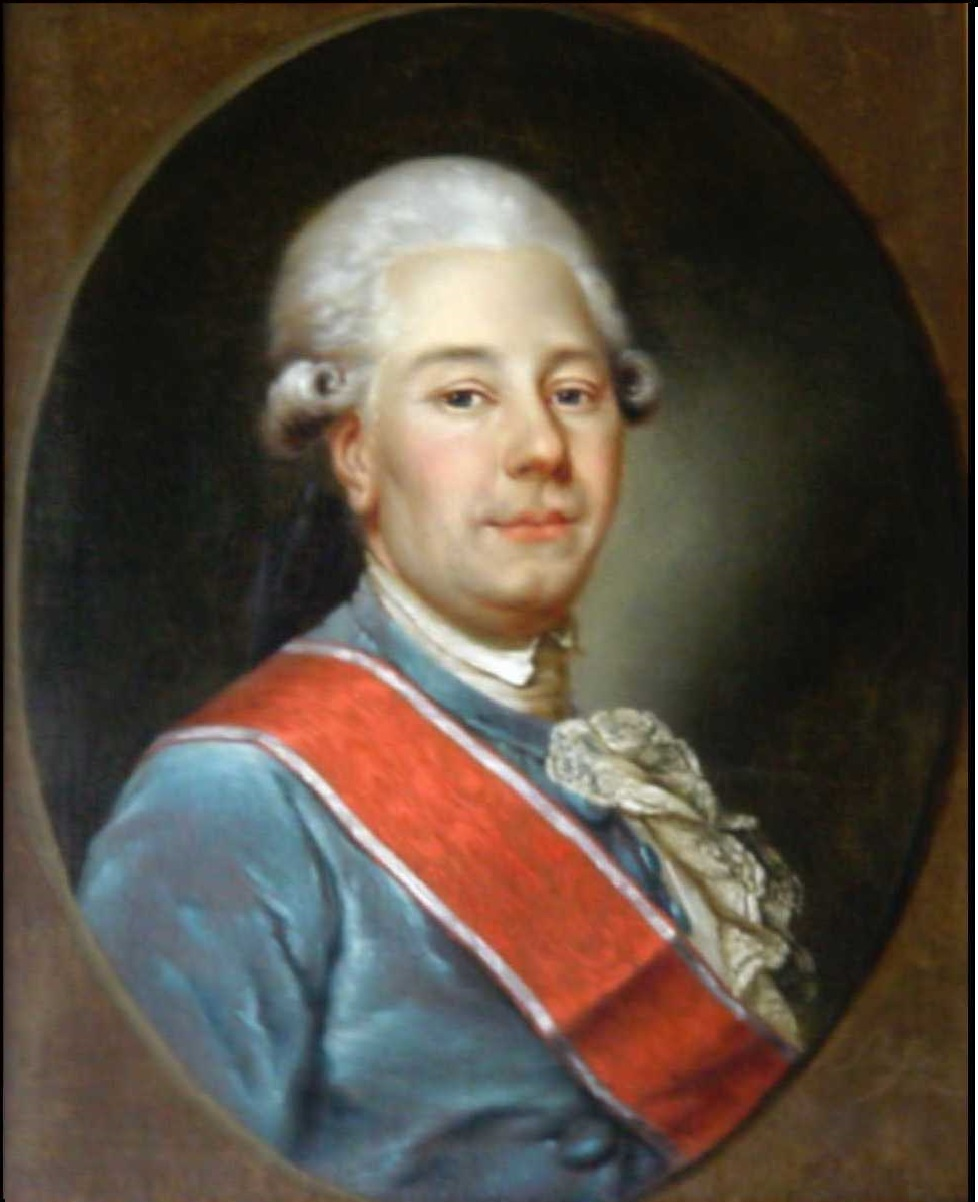
Говен
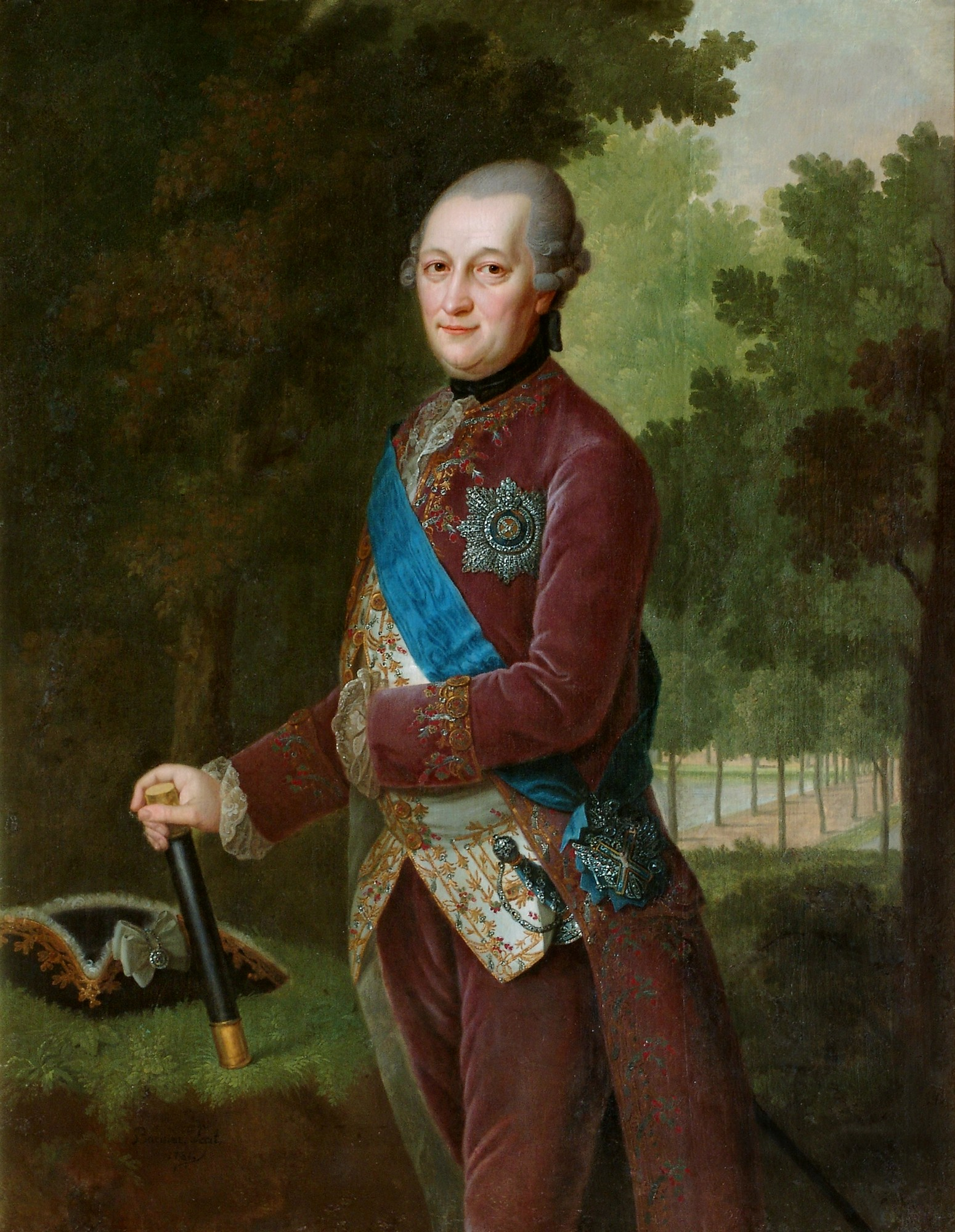
Петер фон Бірон
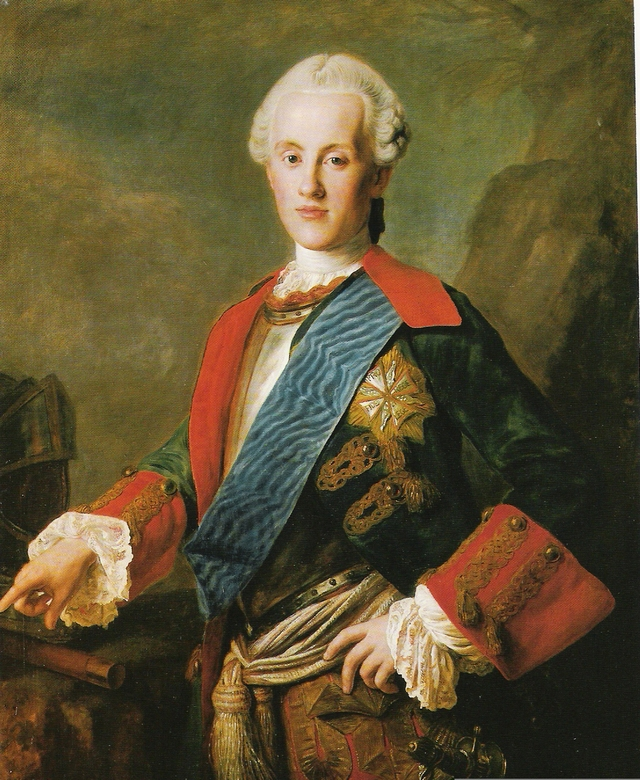
Карл-Християн
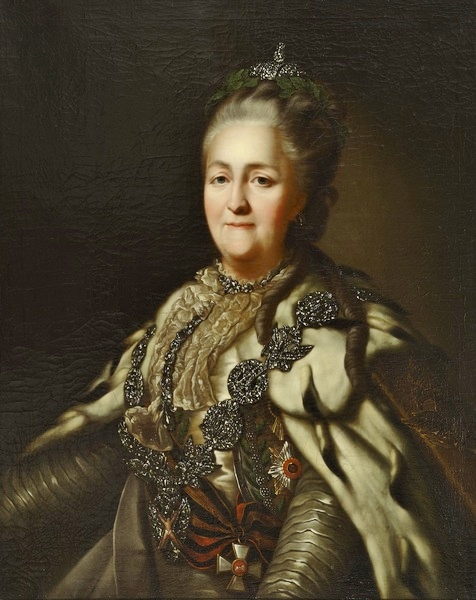
Катерина ІІ

### Повстання Костюшка. Курляндське повстання
1794 року Катерина ІІ підписала «Акт гарантії Курляндської конституції», в зв'язку з чим ряд істориків вважають, що тоді вона ще не прагнула анексувати герцогство. Проте повстання Костюшка, яке спалахнуло від 6 (17) квітня на всіх польських теренах проти Росії, Австрії і Прусії — учасників розподілів Речі Посполитої 1772 і 1793 років —, змінило її ставлення до цього питання.
Із Польщі повстання поширилося на Курляндію: латиські селяни заходилися громити маєтки німецького лицарства. Завадки хаосу польські повстанці захопили Лібаву й проголосили акт повстання Курляндського князівства.
На противагу цього, 11 липня Курляндський ландтаг, що складався із представників лицарства, звернувся до Катерини ІІ захистити герцогство і її конституцію від польських заворушень.
У середині жовтня 1794 року російські війська під командування генерал-поручика Голіцина зайняли Лібаву. 26 жовтня його нагородили орденом святого Володимира І ступеня «за очищення Курляндії і Самогітії від польських бунтарів і за відновлення там спокою».

### ІІІ поділ Речі Посполитої

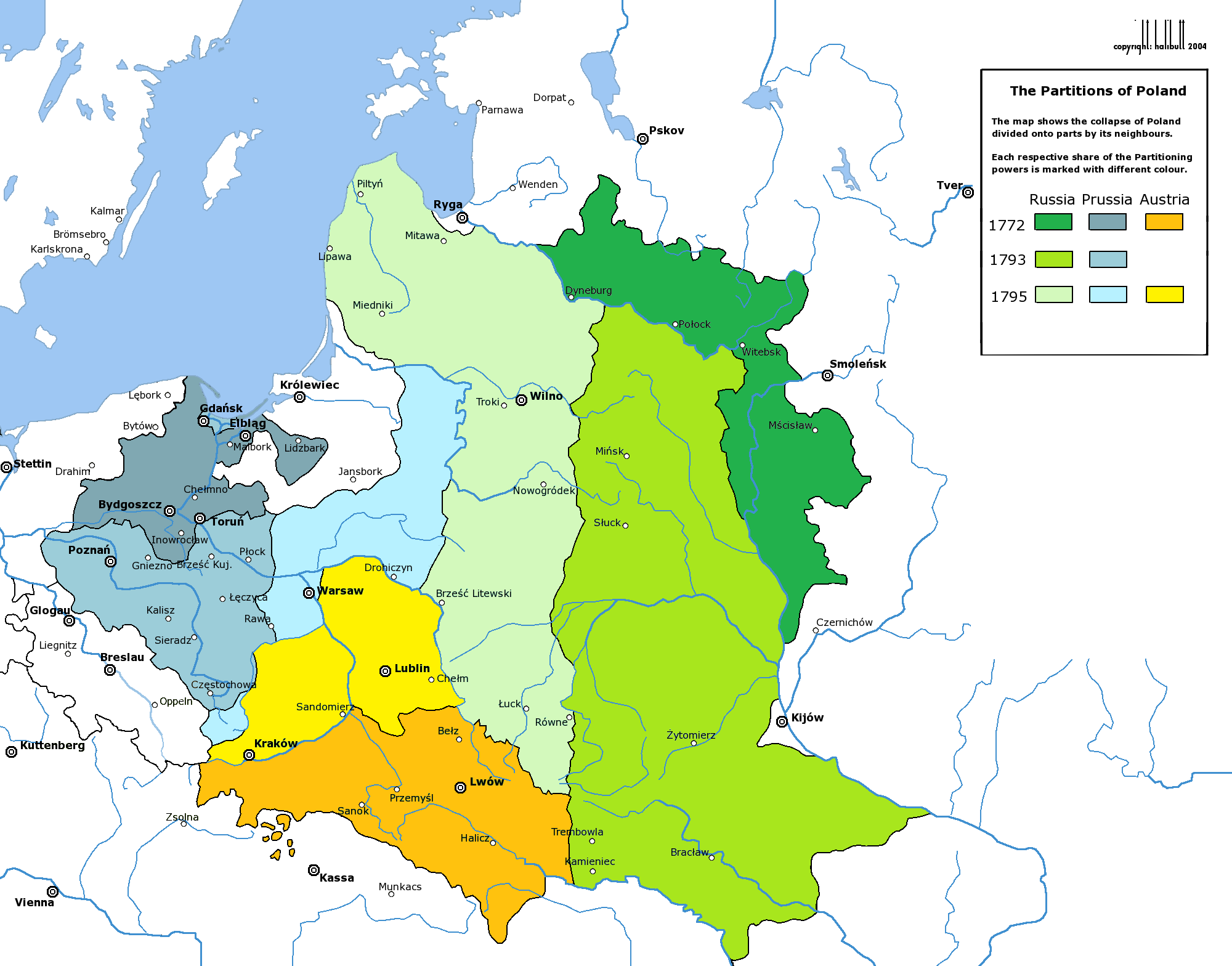
Поділи Речі Посполитої
Російська частка в 1793 р.
Російська частка в 1795 р.

Поразка повстання Костюшка, скерованого проти розподілів Речі Посполитої, стала приводом для остаточної ліквідації цієї держави Росією, Австрією і Пруссією. При цьому Пруссія, яка віддавна мала родинні і культурні зв'язки із Курляндією, протидіяла російському поглинанню герцогства.
Ще у червні 1794 року прусський король відкликав свого посла в Росії графа Гольца, а замість нього делегував графа Тауенціна із інструкцією всіляко перешкоджати Росії заволодіти Курляндією, особливо Лібавським портом на Балтійському морі. Виконуючи наказ, новий прусський посол спробував підкупити Платона Зубова, фаворита імператриці, пропонуючи його від імені свого короля Курляндське герцогство, але той відмовився.
У вересні 1794 року, наприкінці повстання Костюшка, з ініціативи Отто фон дер Говена у Курляндському ландтазі обговорювали питання про те, щоб «ліквідувати ленну залежність Курляндії від Речі Посполитої та віддатися під патронат Росії», прохаючи в неї збереження прав і привілеї для лицарів і земств. Проти цього категорично виступив герцог Петер: він надіслав російському віце-канцлеру графу Івану Остерману офіційний протест, пояснюючи, що такі ініціативи підривають державний лад Курляндії, гарантом якого виступає сама Росія. У відповідь Остерман запросив листом герцога Петра до Санкт-Петербурга, щоб провести переговори з цього приводу.
Поки герцог збирався виїжджати, надійшло повідомлення, що в російській столиці почала роботу конференція за участі представників Австрії, Прусії та Росії. 13 (24) жовтня 1795 року вони підписали тристоронню конвенцію про третій поділ Речі Посполитої. Австрія, Пруссія і Росія домовилися взаємно визнавати нові спільні кордони і надавати збройну допомогу в разі зазіхання на них третіх сторін, або спроб повернути їх Польсько-Литовській державі. За домовленостями російській кордон був відсунутий до Полангена, при цьому «всі землі, володіння, провінції, міста, містечка і села, включені в означену смугу, будуть приєднані назавжди до Російської імперії». Доля герцогства Курляндії і Семигалії в тексті не оговорювалася, проте його територія входила до земель, які анексувала Росія.

### Боротьба за статус Курляндії
На початку листопада Отто фон дер Говен розпочав інформаційно-політичну кампанію: він розіслав курляндському лицарству нову петицію, яку підписали 33 шляхетні особи, з вимогою скликати терміновий ландтаг для прийняття рішення про майбутнє Курляндського герцогства. Згодом схожу петицію отримав і герцог Петер, підписану багатьма місцевими баронами, що закликала «підпорядкуватися повністю російській імператриці й віддати її великодушності долю Курляндії».
27 січня 1795 року герцог Петер прибув до Санкт-Петербурга. Його супроводжували курляндські урядовці: канцлер Вольф, обер-бургграф Шеппінг, верховний радник Фіркс, обер-форстмейстер Дершау, обер-шталмейстер Гейкінг, підполковник герцогської гвардії Дрізен (майбутній губернатор Курляндської губернії), особистий секретар, а також багато слуг. Вони поселилися у домі віце-канцелера Остермана. На обіді в Катерини ІІ герцогу дали зрозуміти, що його країна остаточно перестала бути леном Польщі й відходить Росії.
Петер сподівався, що під російською короною Курляндія збереже формальну автономію, як було при польських королях. Проте лідер проросійської фракції серед курляндського лицарства Отто фон дер Говен наполягав на здачі самостійності і повному приєднанні до Росії. Втім, Катерина ІІ хотіла обставити анексію Курляндії як добровільний акт курляндської влади і населення, щоб убезпечити себе від потенційних претензій з боку Австрії і Пруссії. Як відповідав Остерман герцогу: «Її величність має надію, що заходи які прийме Курляндія будуть одностайними, законними і вповні узгоджені з конституцією країни».

### Зрада Курляндського ландтагу
У ситуації, що склалася, доля Курляндії-Семигалії вже залежала не стільки від волі герцога, скільки від волі курляндського лицарства.
5 (16) березня 1795 року в понеділок у Мітаві зібрався ландтаг на вимогу Отто фон дер Говена. За два дні, в середу, проросійська партія здобула перемогу: депутати одноголосно прийняли два документи: «Маніфест шляхетного лицарства і земства герцогств Курляндського і Семигальського про зречення від ленної залежності від Польщі» й «Акт добровільного підлягання під високославний скіпетр Її величності Катерини ІІ».
Ландтаг обрав делегацію на чолі з Говеном, яка разом із групою від Пільтеської шляхти 19 березня прибула до Петербурга. Курляндські представники перебували у російській столиці майже місяць. Вони готували документи для урочистого засідання Сенату у справі приєднання герцогств до Росії. Про це 10 квітня Катерина ІІ писала німецькому дипломату Фрідріху-Мельхіору Грімму, що «панове курляндці… лише просять зрівняти їх із іншими областями імперії, тобто заснування губернії».

### Урочистості. Присяга.

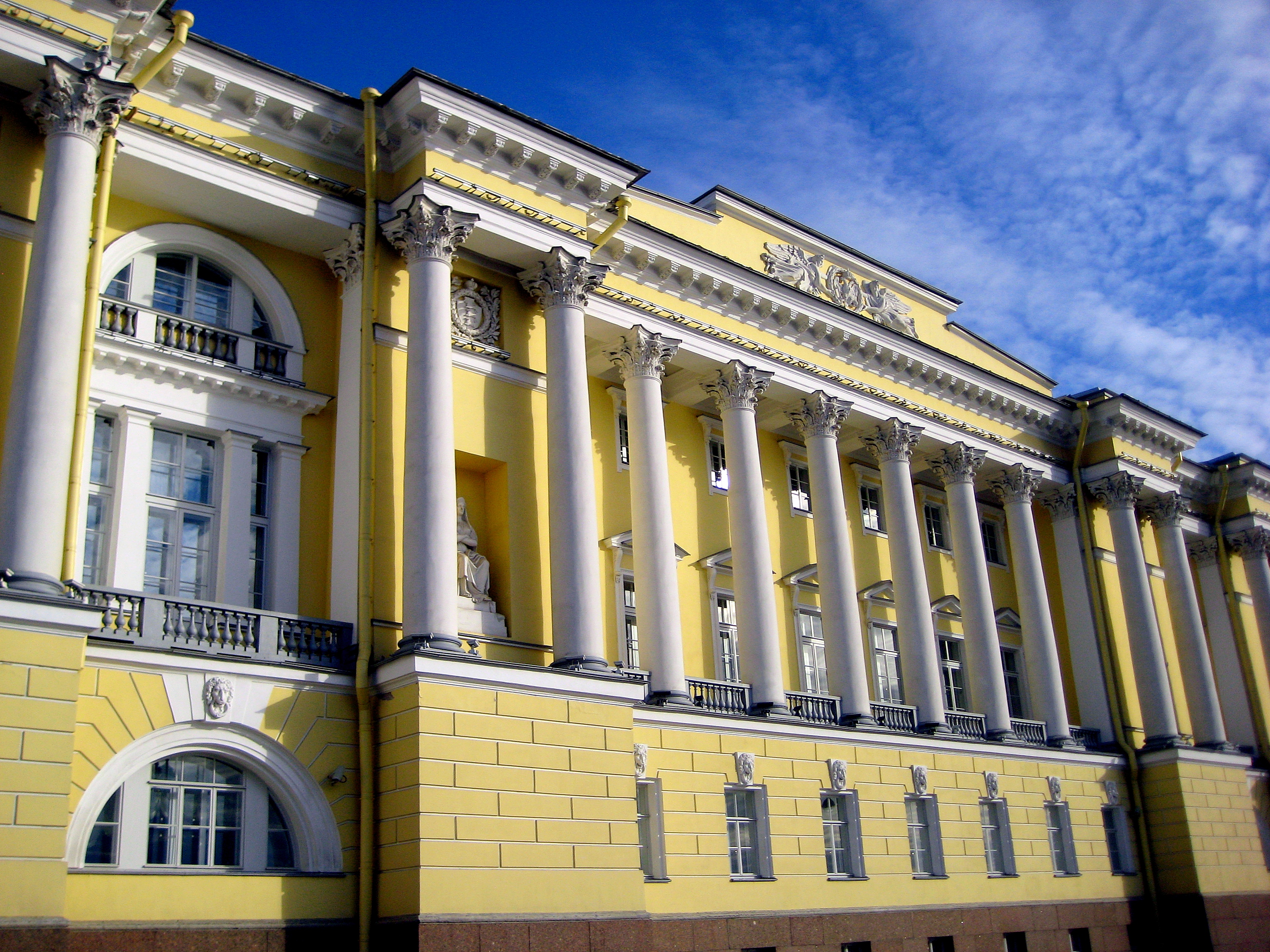
Будівля Сенату — місце присяги курляндців на вірність Росії.

15 квітня, в п'ятницю, делегація Курляндії і Пільтена числом у 17 осіб, на придворних каретах, з почтом, прибула до Зимового палацу. Їх ввели до Тронної зали, де вже перебувала Катерина ІІ у малій короні, в оточенні міністрів і високопосадовців. Отто фон дер Говен привітав імператрицю від імені курляндського лицарства, після чого секретар Курляндського ландтагу Нергеріус передав віце-канцлеру Остерману акти про приєднання Курляндії до Російської імперії. Те ж саме зробив барон фон Корф від імені Пільтенського округу. Остерман, відповідаючи на виступ делегацій підкреслив, що Курляндія, Семигалія і Пілтен долучаються добровільно до Росії. Урочиста церемонія закінчилася цілуванням руки імператриці та роздаванням делегатам царського Маніфесту про приєднання німецькою і російською мовою, яким гарантувалася свобода лютеранського віросповідання, а також непорушність майнових прав та привілеїв знаті приєднаних земель.
Одночасно був виданий указ Катерини ІІ до Сената про прийняття присяги на вічне російське підданство від представників князівств Курляндського, Семигальського і Пільтенського округу. Приводити до присяги населення цих земель мусив генерал-поручник Петер-Людвіг фон дер Пален.
20 квітня, в середу, курляндська і пільтенська делегації прибули на засідання Сенату, де урочисто склали присягу на вірність Російській імперії. Текст читав пастор Вольф. Через 4 дні в Мітаві присягнули члени уряду Курляндського герцогства, а 27 квітня — лицарство, міщанство і представники вільних станів. До 1 травня всіх мешканців Курляндії, Семигалії і Пільтена змусили присягнути Росії.

### Доля герцога
Єдиною людиною, яка відмовилася складати присягу на вірність Росії, був герцог Петер, якого тримали у Петербурзі.
Ще 17 (28) березня 1795 року російські урядовці змусили його підписати зречення від престолу. Згодом вони організували спеціальну комісію, яка займалася майновими питаннями Курляндії, Семигалії і Пільтена. До неї входили Остерма, Безбородько, Самойлов, фон дер Пален, Морков.
Росіяни домовилися із Петером викупити його нерухомість за 2 млн альбертових талерів (з яких 1 млн забирали собі «за борги Курляндського герцогства»), а також встановили йому річну пенсію на 100 тисяч талерів на рік, з яких буде виплачувати пенсії родичам.
12 червня Петер повернувся до Мітави, а 30 серпня — назавжди виїхав закордон. Ще до поділів Речі Посполитої він накупував маєтності у Пруссії, куди перевіз все своє рухоме майно і, навіть, інтер'єр палацу і вівтар палацової церкви.

### Анексія

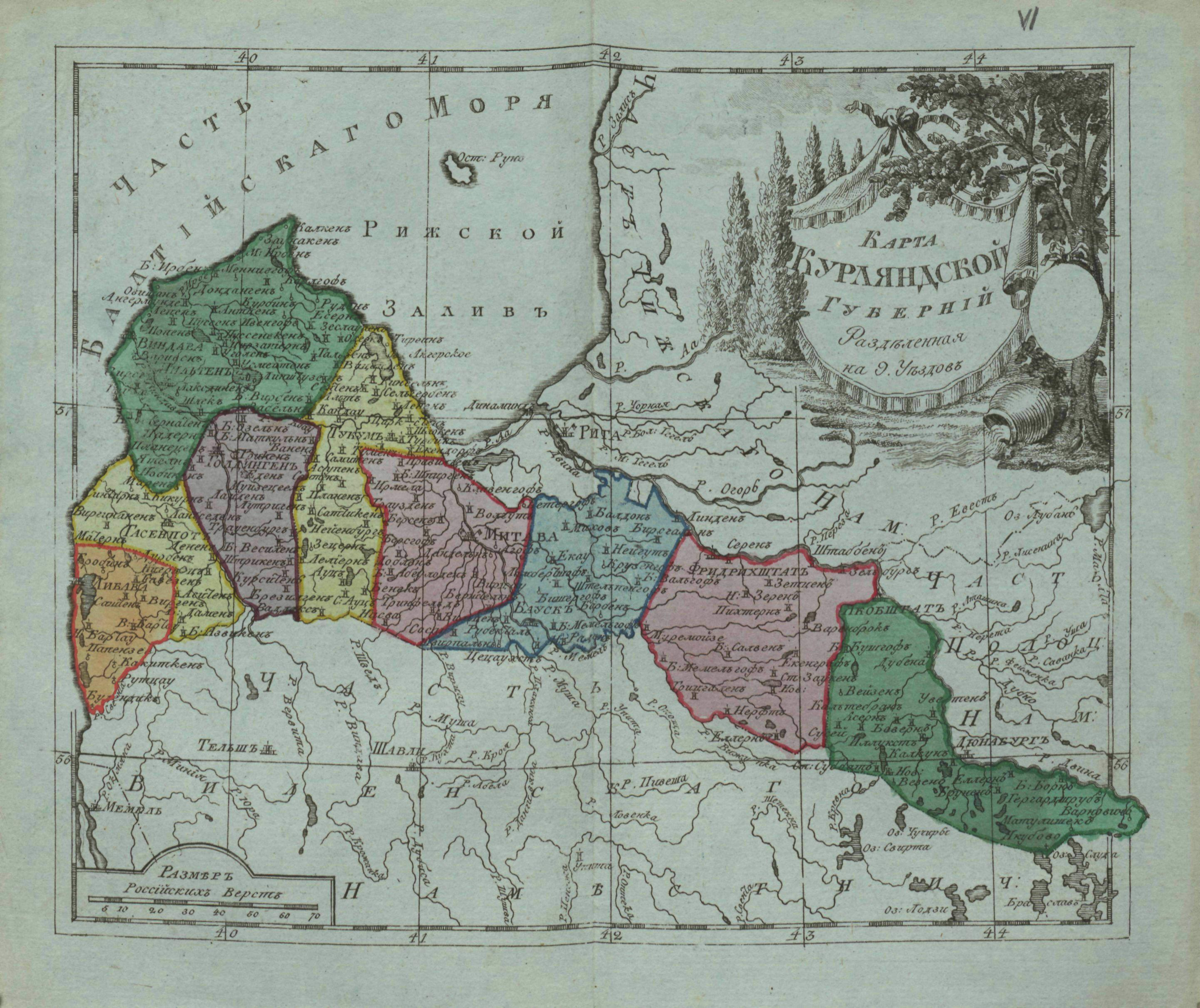
Курляндська губернія (1796)

6 червня 1795 року Катерина ІІ підписала наказ про приєднання Курляндського герцогства до Російської імперії з одночасним перетворенням його на Курляндське намісництво (губернію) з центром у Мітаві. Першим генерал-губернатором, призначеним ще 2 травня, був Петер фон дер Пален, керівник Ризького намісництва.
27 листопада того ж року був опублікований наказ про набуття чинності закону про губернії на території Курляндського намісництва. 28 січня 1796 року адміністративно-територіальна реформа в Курляндії завершилася.
Поплічники росіян в Курляндії отримали великі нагороди від Катерини ІІ. Вона роздала 2 тисяч селянських дворів з кріпаками у пожиттєві оренди місцевому курляндському лицарству. Лише один росіянин, граф Зубов, отримав Руенталь. Так само у великих кількостях курляндці отримували чини і ордени. Імператриця була дуже задоволена новими землями, оскільки відсоток освічених і цивілізованих людей серед російського дворянства значно зріс.
Замість оросійщення краю, Катерина ІІ провадила політику онімечення. Вона збиралася заснувати в Мітаві академію, і наказувала вести справи і офіційну перепису винятково німецькою. Коли Нарвський магістрат надіслав імператриці листа з проханням французькою мовою, вона відповіла на це генерал-губернатору, що «я надаю перевагу, щоб вони використовували у листах до мене російську або німецьку мову. Мене непокоїть, щоб із мовою вони не змінили звичаїв — обставина, від якої і вони, і я можемо лише втратити».
Анексія Курляндії стала успішним завершенням 237-літньої боротьби московитів за Східну Балтику, яка почалася ще з Лівонської війни.

### Монографії. Статті
- Arbusov, L. Grundriss der Geschichte Liv-, Est- und Kurlands. Riga: Jonck und Poliewsky, 1918.
- Seraphim, E. Livländische Geschichte von der "Aufsegelung" der Lande bis zur Einverleibung in das russische Reich. III. Band, Die Geschichte des Herzogtums Kurland. 1904.  [Архівовано 17 липня 2021 у Wayback Machine.]
- Oberländer, E.; Keller, V. Kurland: vom polnisch-litauischen Lehnsherzogtum zur russischen Provinz: Dokumente zur Verfassungsgeschichte 1561-1795. Paderborn: Schöningh, 2008.
- Бантыш-Каменский Н. Н. Обзор внешних сношений России (по 1800 год). Ч. 3: Курляндия, Лифляндия, Эстляндия, Финляндия, Польша и Португалия. Москва, 1897
- Бильбасов, В. Присоединение Курляндии [Архівовано 15 квітня 2021 у Wayback Machine.] // Русская старина. 1895, Т. 83, № 1, С. 3—55.
- Институт генерал-губернаторства и наместничества в Российской Империи: в 2 т.  Санкт-Петербург: Санкт-Петербургский университет, 2001. Т. І.
- Чешихин Е. В. Краткая история Прибалтийского края. Рига, 1894.

### Статті
- Евстратьев, О. И. Курляндское герцогство в свете прибалтийско-немецкой историографии второй половины XVI — XVIII века. // Научные труды Республиканского института высшей школы. 2015, № 15-1, С. 51-61.
- Тархов С. А. Изменение административно-территориального деления России за последние 300 лет [Архівовано 8 липня 2018 у Wayback Machine.] // География. — № 15. — 2001.
- Февралёв, С. А. Местные правовые системы национальных регионов в политике российской верховной власти (вторая половина XVII – начало XX вв.). // Политика и Общество. 2012, № 1, C. 152-163.  [Архівовано 1 лютого 2018 у Wayback Machine.]